# Alain Marouani
Pour les articles homonymes, voir Marouani.
 (juin 2016).
Alain Marouani, né le 27 janvier 1940 est un photographe et producteur français.

## Biographie
Né le 27 janvier 1940, Alain Marouani est pendant plus de trente ans le « bras droit » d’Eddie Barclay. Photographe, il s'occupe des pochettes, affiches, campagnes de publicité des disques Barclay, il sollicite, aussi, les dessinateurs et photographes alors en vogue, Alain Bertrand, Mobius, Jean-Baptiste Mondino, notamment...
Alain Marouani a photographié quelques grands noms de la chanson française des années 1960 à 2000, notamment Jacques Brel, Léo Ferré, Jean Ferrat, Jean-Christian Michel, Charles Aznavour, Dalida, Daniel Balavoine, Michel Berger, Céline Dion, Nino Ferrer et a été également producteur et directeur marketing des Disques Barclay et de Warner Music.
Après avoir organisé toutes les « fêtes blanches » et mariages d'Eddie Barclay, il s'est depuis spécialisé dans l'organisation d'évènements et fêtes. Il continue la photo et a publié plusieurs livres aux éditions Flammarion et Michel Lafon, consacré à Jean Ferrat, Léo Ferré, Daniel Balavoine, ou encore Jacques Brel. 
Alain Marouani a édité également des livres pour Carlos (enfants), Daniel Gélin (jardinage), Chantal Thomass (mode), Rika Zaraï (médecine Naturelle), Hugues Aufray (société)...
Il est le créateur du Grand Prix de la Chanson Française de la Ville de Paris, et du Grand Prix d'Art Contemporain de Flaine.